# Ґонсьорово (Куявсько-Поморське воєводство)
Ґонсьорово (пол. Gąsiorowo) — село в Польщі, у гміні Ізбиця-Куявська Влоцлавського повіту Куявсько-Поморського воєводства.
Населення — 156 осіб (2011).
У 1975-1998 роках село належало до Влоцлавського воєводства.

## Демографія
Демографічна структура станом на 31 березня 2011 року:
|          | Загалом | Допрацездатний вік | Працездатний вік | Постпрацездатний вік |
| -------- | ------- | ------------------ | ---------------- | -------------------- |
| Чоловіки | 80      | 22                 | 54               | 4                    |
| Жінки    | 76      | 13                 | 43               | 20                   |
| Разом    | 156     | 35                 | 97               | 24                   |